# إريك هيلمان
إريك هيلمان (بالإنجليزية: Eric Hillman) هو لاعب كرة قاعدة أمريكي، ولد في 27 أبريل 1966 في غاري في الولايات المتحدة.

## وصلات خارجية
- إريك هيلمان على موقع دوري كرة القاعدة الرئيسي (الإنجليزية)
- إريك هيلمان على موقع الدوري الياباني لكرة القاعدة (الإنجليزية)
- إريك هيلمان على موقعبيزبول رفرنس.كوم (الدوري الرئيسي) (الإنجليزية)
- إريك هيلمان على موقعبيزبول رفرنس.كوم (الدوري الثانوي) (الإنجليزية)
- إريك هيلمان على موقع إي إس بي إن.كوم (أم.أل.بي) (الإنجليزية)
- إريك هيلمان على موقع مشجعي الرسوم البيانية (الإنجليزية)